# اقتباس (فیلم ۲۰۰۲)
اقتباس (به انگلیسی: Adaptation) فیلمی محصول شرکت آمریکایی کلمبیا پیکچرز و به کارگردانی اسپایک جونز است که فیلم‌نامه آن به دست چارلی کافمن و با الهام‌گرفتن از داستان دزد ارکیده اثر سوزان اورلئان نوشته شده‌است.
این فیلم در زمان اکران خود از استقبال مناسب تماشاگران و منتقدان برخوردار شد و توانست جوایز مهمی را در مراسم اسکار، گولدن گلوب و بفتا از آن خود کند.

## داستان
فیلم از صحنه‌هایی از فیلم‌برداری فیلم جان مالکوویچ بودن شروع می‌شود که در آن چارلی کافمن (نیکولاس کیج) افسرده مهلت کمی برای تحویل فیلم‌نامه اقتباسی دزد ارکیده به شرکت کلمبیا پیکچرز دارد. در مقابل چارلی افسرده برادر دوقلوی سرزنده او، دونالد، است که در نظر دارد به تأسی از چارلی شروع به نوشتن فیلم‌نامه کند…

## بازیگران
- نیکلاس کیج
  - چارلی کافمن نویسنده معروف فیلم‌نامه که خلق و خوی درونگرایی دارد و مشغول نوشتن فیلم نامه دزد ارکیده است.
  - دونالد کافمن برادر دوقلوی چارلی
- مریل استریپ در نقش سوزان اورلئان. نویسنده مجله نیویورکر که رابطه عاشقانه‌ای با لاروش دارد.
- کریس کوپر در نقش جان لاروش. ارکیده‌شناسی که با قبایل سرخ‌پوست همکاری می‌کند.
- کارا سیمور در نقش آملیا کاوان. دوست دختر چارلی.
- برایان کاکس در نقش رابرت مک‌کی
- مگی جیلنهال در نقش کارولین کانینگهام

## پیش تولید
ایده این فیلم به سال ۱۹۹۴ بازمی‌گردد که چارلی کافمن از سوی شرکت کلمبیا پیکچرز برای نوشتن فیلم نامه اقتباسی دزد ارکیده به کار گرفته می‌شود و کافمن در عوض این کار به نوشتن در رابطه با چگونگی نوشتن فیلم نامه می‌پردازد و تا سال ۲۰۰۰ چندین بار این متن را بازنویسی می‌کند.
ابتدا قرار بود که تام هنکس نقش دو برادر را بازی کند که در نهایت نیکلاس کیج با قبول کردن دستمزد ۵ میلیون دلاری این نقش را به دست آورد.

## جوایز
- اسکار ۲۰۰۲
  - برنده بهترین بازیگر مرد نقش مکمل برای کریس کوپر
  - نامزد بهترین بازیگر مرد نقش اصلی برای نیکلاس کیج
  - نامزد بهترین بازیگر زن نقش اصلی برای مریل استریپ
  - نامزد بهترین فیلم‌نامه اقتباسی برای چارلی کافمن و دونالد کافمن
- بفتا ۲۰۰۲
  - برنده بهترین فیلم‌نامه اقتباسی برای چارلی کافمن و دونالد کافمن
  - نامزد بهترین بازیگر مرد نقش مکمل برای کریس کوپر
  - نامزد بهترین بازیگر مرد نقش اصلی برای نیکلاس کیج
  - نامزد بهترین بازیگر زن نقش اصلی برای مریل استریپ
- جشنواره برلین ۲۰۰۳
  - برنده خرس نقره‌ای (جایزه ویژه داوران)
- گولدن گلوب ۲۰۰۲
  - برنده بهترین بازیگر مرد نقش مکمل برای کریس کوپر
  - برنده بهترین بازیگر زن نقش اصلی برای مریل استریپ
  - نامزد بهترین بازیگر مرد نقش اصلی برای نیکلاس کیج
  - نامزد بهترین فیلم‌نامه اقتباسی برای چارلی کافمن و دونالد کافمن
  - نامزد بهترین کارگردانی برای اسپایک جونز
  - نامزد بهترین فیلم